# Бортников Микола Федорович
Микола Федорович Бортников (9 січня 1916, Алма-Ата, Казахстан — 13 липня 1998, Сімферополь) — український художник, портретист.

## Життєпис
1936 року Бортников закінчив Ташкентський художній технікум, потім працював у редакції газети «Комсомолець Узбекістана». Через деякий час художник вступив до Московського художнього інституту. але ІІ Світова війна змінила його плани.
Бортников воював на Волховському і Ленінградському фронтах, брав участь у розгромі нацистських військ у Чехословаччині. На території цієї країни працював художником в Головному дорожному управлінні.
Після війни повернувся до Москви і закінчив художній інститут. Дипломованого спеціаліста було призначено на посаду директора Кримського художнього училища ім. Самокиша.
1951 року художник бере участь в обласних, республіканських і зарубіжних виставках. він також, зробив чимало ілюстрацій до творів кримських письменників — М. Бірюкова, О. Криштоф, Є. Єршова.
У 1972 році відбулась його перша персональна виставка в Сімферопольському музеї, яка закріпила славу Бортникова як талановитого майстра. А вже у 1976 році Бортникову присуджено звання заслуженого художника УРСР, що стало достойною оцінкою його живописного таланту.
Картини майстра зберігаються в Сімферопольському художньому музеї, в художніх музеях Росії. Твори Бортникова набули й міжнародного визнання. Багато з них знаходяться у приватних колекціях за кордоном у Німеччині, Японії, Греції, Франції.
Помер художник 1998 року.

## Творчість
Миколу Бортникова хвилювали різні теми, але, звичайно, пріоритетною була тема подвигу народу у Другій світовій війні. Картини художника про війну — це спогади про суворі воєнні будні, про долі людей, які пройшли найтжчі випробування, про те, як склалася їхня доля. «До життя», «Берлін. Травень 1945 року» — найкращі твори з воєнного доробку автора.
Як стверджує Ігор Шаров, справжнім натхненням Бортникова був Крим. З моменту приїзду на цю землю, художник щиро полюбив її. Ці емоції надихнули молодого митця на переворот, що він здійснив у кримському живописному житті. Традиції імпресіонізму були творчо підхоплені і осмислені ним, розвинені з надзвичайною майстерністю. Якщо на початку Бортников писав традиційно, стримано, то кримське сонце, що перенасичує і море, і природу збагатило колорит митця, висвітлило його надзвичайний талант.
Саме своїми неперевершеними колористами і відзначалася Кримська школа, як помітне явище другої половини ХХ століття. Захаров, Бортников, Бернадський, Апанович [Архівовано 20 серпня 2017 у Wayback Machine.] — ось деякі імена з тих, хто ще молодим визначив цей надзвичайний розквіт. Але з усіх цих художників Бортников мабуть, найпоетичніший та найліричніший митець. Його живопис легкий і живий. У нього особлива манера письма — широка, без зайвої експресії. Світло і спокій, тиша — ось що створює неповторну ліричну атмосферу картин митця.
Безперечно, Бортников — надзвичайно талановитий пейзажист. Під час численних творчих поїздок художник неначе вдихає у себе повітря тих місць, де бував, тому всі його пейзажі прекрасно-реалістичні, вони пронизані світлом, у них неможливо не вірити, вони налаштовують на добрі, світлі думки, гарний настрій.
Микола Бортников малював тушшю, олівцем, фломастером. У його картинах добре поєднані світло і повітря, що створює додатковий ефект насиченості барвами.

## Доробок
- «Явдоха»
- «Розлив»
- «Весняний день»
- «Берези»
- «Зимовий день»
- «Над річкою»
- «Сірий день»
- «В селі»
- «Весна»
- «Дім біля річки»